# Daniil Charms

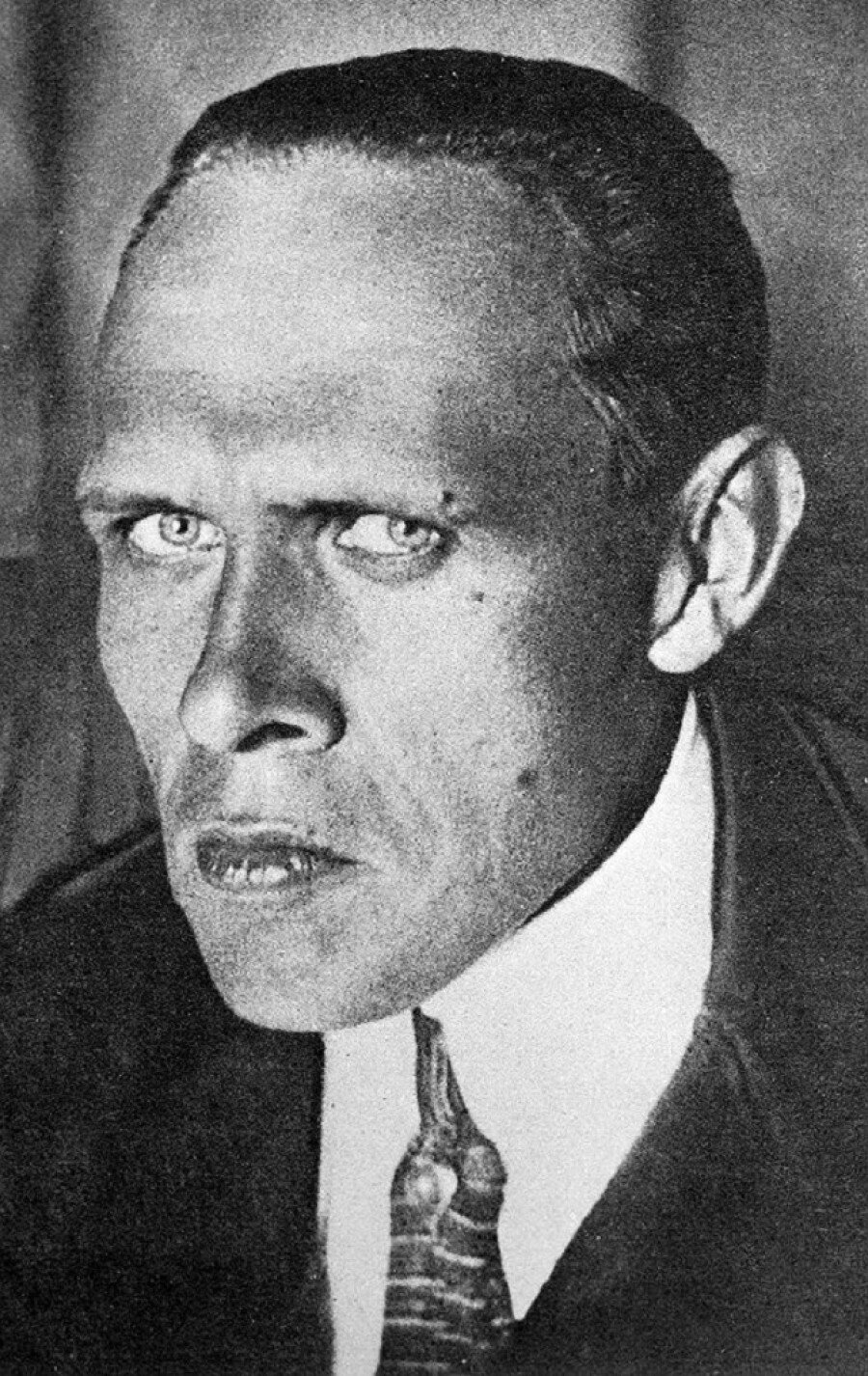

(Daniil Charms, Quaderno Azzurro, n. 10, 1937)
Daniil Ivanovič Juvačëv (in russo Даниил Иванович Ювачёв?; San Pietroburgo, 30 dicembre 1905 – Leningrado, 2 febbraio 1942) è stato uno scrittore, poeta e drammaturgo sovietico surrealista, conosciuto con lo pseudonimo di Daniil Charms (o Kharms a seconda delle traslitterazioni dal russo Хармс).

## Biografia
Daniil nacque a San Pietroburgo, nella famiglia di Ivan Juvačëv, noto componente del gruppo rivoluzionario denominato Volontà del popolo. Ivan a quell'epoca era già stato in carcere per via del suo coinvolgimento in atti sovversivi contro il regime zarista.
Il giovane Daniil inventò lo pseudonimo Kharms mentre frequentava il liceo alla scuola tedesca Peterschule: probabilmente fu influenzato dalla sua passione per il personaggio di Sherlock Holmes nato dalla penna di Arthur Conan Doyle. Mentre frequentava la Peterschule, imparò i rudimenti di inglese e di tedesco: forse decise di evocare nel nome fittizio di Kharms il suono - e le vibrazioni semantiche - dei termini harm (danno, danneggiare) e charme (fascino). Nell'arco della sua carriera Kharms utilizzò grafie diverse per il suo nom de plume (come appunto il modo in cui è conosciuto in Italia, Charms), non disdegnando l'utilizzo di altri pseudonimi: DanDan, Khorms, Charms, Shardam e Kharms-Shardam, fra i più notevoli. Indiscrezioni vorrebbero che abbia scarabocchiato il falso cognome Kharms addirittura in luogo delle sue vere generalità sul passaporto.
Nel 1924 iniziò a frequentare il Leningrad Electrotechnicum, dal quale venne espulso "per scarsa predisposizione alle attività sociali". Dopo questa espulsione, si dedicò interamente alla letteratura. Si unì al circolo culturale di Sergej Sergeevič Tufanov, un poeta seguace di Velimir Chlebnikov e dei suoi concetti della poesia "zaum". In questo stesso periodo Charms conobbe il giovane poeta Aleksandr Ivanovič Vvedenskij, con il quale strinse amicizia e collaborò.
Nel 1927 nacque l'Associazione degli Scrittori per l'Infanzia e Charms venne invitato ad esserne membro, iniziando a produrre opere dedicate al mondo infantile a partire dal 1928 fino al 1941.
Nel 1928, Daniil Charms fondò il movimento d'avanguardia OBĖRIU, ovvero Unione dell'Arte Reale, abbracciando gli ideali artistici del Futurismo russo conosciuti ed affermati dai suoi maestri, Velimir Chlebnikov, Kazimir Malevič e Igor Terentiev. Il principio estetico di questo movimento si basava sulla convinzione della autonomia dell'arte dalle regole e dalle leggi del mondo reale e sul concetto che il significato del mondo e dei suoi oggetti dovesse essere ricercato al di là della loro funzione materiale e pratica.
A partire dalla fine degli anni venti i suoi versi anti-razionalistici, le sue ideazioni teatrali non conformiste, e i suoi comportamenti pubblici inneggianti al decadentismo e alla illogicità fecero guadagnare a Charms - che amava apparire in guisa di un dandy inglese -  la fama di un eccentrico geniale ma folle all'interno dei circoli artistici e culturali di Leningrado.
Arrestato una prima volta il 10 dicembre 1931, condannato a tre anni di lavori forzati, commutati dopo sei mesi in esilio a Kursk, Charms venne nuovamente arrestato il 23 agosto 1941 durante l'assedio di Leningrado: internato, morì di fame il 2 febbraio 1942 nella clinica psichiatrica detentiva nel carcere di Leningrado.
È stato ufficialmente riabilitato nel 1956.

## Famiglia
Charms fu sposato due volte, a Esther Rusakova e Marina Malich. Le sue mogli appaiono nelle sue poesie sui temi lirici ed erotici.

### Testi
- D. Charms, Casi, a cura di R. Giaquinta, Adelphi, 1ª ed. 1990, 2ª ed. 2008, 3ª ed. 2011.
- D. Charms, Disastri, a cura di P. Nori, Einaudi, 2003
- D. Charms, Di come Nicolino Punk volò in Brasile, Camelozampa, 2009
- D. Charms, Disastri, a cura di P. Nori, Marcos y Marcos, 2011
- D. Charms, 7 gatti, Camelozampa, 2011
- D. Charms, L'uomo che sapeva fare miracoli, a cura di Leonardo Marcello Pignataro, Il Saggiatore, 2014